# Diego Pituca
Diego Cristiano Evaristo, meglio noto come Diego Pituca (Mogi Guaçu, 1º agosto 1992), è un calciatore brasiliano, centrocampista del Santos.

## Caratteristiche tecniche
È un mediano che può giocare anche al centro della difesa.

## Carriera
Dopo aver militato nelle divisioni inferiori del calcio brasiliano, nel 2017 è stato acquistato dal Santos.
Ha esordito in Série A il 15 aprile 2018 in occasione del match vinto 2-0 contro il Ceará.

## Statistiche

### Presenze e reti nei club
Statistiche aggiornate al 23 marzo 2018.
| Stagione           | Squadra            | Campionato         | Campionato | Campionato | Coppe nazionali | Coppe nazionali | Coppe nazionali | Coppe continentali | Coppe continentali | Coppe continentali | Altre coppe | Altre coppe | Altre coppe | Totale | Totale | Totale |
| Stagione           | Squadra            | Comp               | Pres       | Reti       | Comp            | Pres            | Reti            | Comp               | Pres               | Reti               | Comp        | Pres        | Reti        | Pres   | Reti   |        |
| ------------------ | ------------------ | ------------------ | ---------- | ---------- | --------------- | --------------- | --------------- | ------------------ | ------------------ | ------------------ | ----------- | ----------- | ----------- | ------ | ------ | ------ |
| 2010               | Mineiros           | SD/GO              | 0          | 0          |                 | -               | -               |                    | -                  | -                  |             | -           | -           | 0      | 0      |        |
| 2011               | Brasilis           | SD/SP              | 15         | 0          |                 | -               | -               |                    | -                  | -                  |             | -           | -           | 15     | 0      |        |
| 2012               | Guaçuano           | A3/SP              | 22         | 0          |                 | -               | -               |                    | -                  | -                  | CP          | 11          | 0           | 33     | 0      |        |
| 2013               | Guaçuano           | A3/SP              | 17         | 6          |                 | -               | -               |                    | -                  | -                  |             | -           | -           | 17     | 6      |        |
| Totale Guaçuano    | Totale Guaçuano    | Totale Guaçuano    | 39         | 6          |                 | -               | -               |                    | -                  | -                  |             | 11          | 0           | 50     | 6      |        |
| 2013               | Matonense          | SD/SP              | 26         | 3          |                 | -               | -               |                    | -                  | -                  |             | -           | -           | 26     | 3      |        |
| 2014               | Matonense          | A3/SP              | 22         | 3          |                 | -               | -               |                    | -                  | -                  |             | -           | -           | 22     | 3      |        |
| 2014               | União São João     | SD/SP              | 13         | 3          |                 | -               | -               |                    | -                  | -                  |             | -           | -           | 13     | 3      |        |
| 2015               | Matonense          | A2/SP              | 17         | 0          |                 | -               | -               |                    | -                  | -                  |             | -           | -           | 17     | 0      |        |
| Totale Matonense   | Totale Matonense   | Totale Matonense   | 65         | 6          |                 | -               | -               |                    | -                  | -                  |             | -           | -           | 65     | 6      |        |
| 2015               | Botafogo-SP        | A1/SP+D            | 0+12       | 0          | CB              | 0               | 0               |                    | -                  | -                  |             | -           | -           | 12     | 0      |        |
| 2016               | Botafogo-SP        | A1/SP+C            | 14+19      | 3+0        | CB              | 0               | 0               |                    | -                  | -                  |             | -           | -           | 33     | 3      |        |
| 2017               | Botafogo-SP        | A1/SP+C            | 13+2       | 0          | CB              | 0               | 0               |                    | -                  | -                  |             | -           | -           | 15     | 0      |        |
| Totale Botafogo-SP | Totale Botafogo-SP | Totale Botafogo-SP | 60         | 3          |                 | 0               | 0               |                    | -                  | -                  |             | -           | -           | 60     | 3      |        |
| 2017               | Santos             | A1/SP+A            | 0          | 0          | CB              | 0               | 0               |                    | -                  | -                  | CP          | 20          | 3           | 20     | 3      |        |
| 2018               | Santos             | A1/SP+A            | 0+5        | 0          | CB              | 1               | 0               | CL                 | 1                  | 0                  |             | -           | -           | 7      | 0      |        |
| Totale carriera    | Totale carriera    | Totale carriera    | 197        | 19         |                 | 1               | 0               |                    | 1                  | 0                  |             | 31          | 3           | 230    | 22     |        |

## Palmarès

### Club

#### Competizioni nazionali
- Campeonato Brasileiro Série D: 1

Botafogo-SP: 2015
- Campeonato Brasileiro Série B: 1

Santos: 2024